# 青木芳之
青木 芳之（あおき よしゆき、1977年2月7日 - 2012年12月25日）は、神奈川県横浜市出身の元騎手。

## 来歴
競馬学校11期生として石山繁・金折知則・西田雄一郎・西谷誠・野元昭嘉・矢原洋一・山本康志と同期になり、卒業後の1995年に美浦・藤沢和雄厩舎からデビュー。
1年目の1995年は3月5日の中山第1競走4歳未勝利・サーストンフジオー（16頭中13着）で初騎乗を果たし、同12日の中山第2競走4歳未勝利・リッツリーターで初勝利を挙げる 。11月11日の新潟第3競走4歳未勝利では前川清の所有馬ヒゼンズシオーで勝利し、初年度は4勝をマーク。
2年目の1996年には1月6日の東京第3競走4歳未勝利で15頭中12番人気のターフチャンピオンに騎乗して単勝・枠連・馬連万馬券、同27日の小倉第8競走4歳以上500万下では8番人気グリーンパラダイスで逃げ切って枠連・馬連万馬券の波乱を起こす。3月9日・10日の中京最終レースで初の2日連続勝利、23日の中京第11競走長良川特別・フィールドチャンプで初の特別勝ちとメイン勝ちを挙げる。7月7日の札幌では初の1日2勝、8月10日・11日の函館では2日連続1日2勝を記録するなど、初の2桁勝利で自己最多の32勝をマークし、岡部幸雄・加藤和宏・柴田善臣・的場均・吉田豊と共にフェアプレー賞を受賞。海外でもタイキブリザードのアメリカ遠征に帯同したほか、藤沢に大樹ファームの馬を見てくるようにと言われてアイルランドにも行った。
3年目の1997年にはデビュー2年目の騎手で一番勝ち星を挙げて選抜されたマカオ・タイパ競馬場の見習騎手招待競走に出場し、第4競走マカオ見習騎手招待ボウルは7着、第6競走マカオ見習騎手招待では騎乗馬が1400mまでしか走ったことがなく、コースを1周したことなかったため、外ラチに激突して競走を中止している。12月13日の中京第9競走濃尾特別では16頭中13番人気のシャープウイットで4コーナー先頭から2着に7馬身差付けて勝利し、単勝・枠連・馬連万馬券の波乱を起こす。
1999年には4月10日の中京で初の1日3勝を記録し、珠玉の良血馬で500kgを越す雄大な馬格の持主として注目されたマグナーテンには3度騎乗して最高2着であった。
2000年には5月6日の福島第11競走日光特別でタイキシャトルの弟タイキチェイサーに騎乗し、6歳初出走で900万特別快勝という快挙を達成。5年ぶりに福島で行われた新潟大賞典では16頭中15番人気のシンボリフェザードで5着、夏の札幌で古馬混合戦になったクイーンステークスではミホギャラリーでトゥザヴィクトリー・エイダイクイン・サンデーピクニックに次ぐ5着、札幌記念ではシンボリインディでファレノプシス・アドマイヤコジーンに先着する5着に入った。
2000年には5年連続2桁勝利となる10勝をマークし、結局この年が最後の2桁となるが、2001年には上昇志向の強さからフリーとなる。
2002年には8月31日から12月までフランスに遠征し、9月25日のサンクルー競馬場第6競走ジョルジュバルタジ賞（芝2100m、14頭立て）では1998年ドイチェスダービー馬ロベルティコに騎乗して4着となった。10月7日のアミアン競馬場第5競走アレフランス賞（芝1650ｍ、10頭立て）ではフュゼフランセーズに騎乗して着外に終わったが、11月6日にはイタリア・ミラノのサンシーロ競馬場第5競走を11頭立ての4着となった。
2003年には8月15日から10月15日までイタリアに遠征し、2004年には初めて0勝に終わる。
2005年4月12日からオーストラリアに遠征し、7月28日のベンディゴ競馬場第4競走芝1300m戦では5番人気ボノで1番人気ロードルーカンとの叩き合いを制して通算18戦目での豪州初勝利を挙げた。8月6日にはビクトリア州エチュカ競馬場で計4鞍に騎乗し、第1競走の芝1000m戦をファンタジータイムで勝利して豪州2勝目を挙げ、他3鞍も3、2、2着であった。同26日のビクトリア州シーモア競馬場で計6鞍に騎乗し、初勝利を挙げたボノとのコンビで第7競走CLASS4・芝1200mを勝利し、豪州3勝目を挙げた。9月4日にはビクトリア州ハミルトン競馬場第2競走の3歳ハンデ戦CLASS1（芝1200m、3頭立て）を2勝目を挙げたファンタジータイムとのコンビで勝利して豪州4勝目、同26日のビクトリア州タトゥーラ競馬場第9競走ハンデ戦CLASS4（芝1410m、8頭立て）ボノで勝利し豪州5勝目を挙げた。ボノとのコンビで3勝、ファンタジータイムとのコンビで2勝と、ここまで2頭で5勝をマークしていたが、10月9日のビクトリア州キルモア競馬場第8競走ハンデ戦Class6（芝1200m）ではジュービノウで豪州6勝目を挙げる。ジュービノウとのコンビでは11月9日のベンディゴ第10競走トゥーイーズニューハンデ（芝1300m）で豪州7勝目、12月26日のフレミントン競馬場第8競走ケンスタートハンデ（芝1410m）でも勝利して豪州8勝目を挙げる。
2006年6月16日のワンガラッタ競馬場第1競走2歳オープン（芝1100m、11頭立て）をジプシークーペで豪州9勝目、7月4日のドナルド競馬場第1競走3歳以上未勝利（芝2000m、11頭立て）をレイカルーアで豪州10勝目、同21日のドナルド第5競走トゥーイーズエクストラドライハンデ（芝2000m、12頭立て）でもレイカルーアに騎乗して豪州11勝目を挙げた。豪州では通算161戦11勝という成績を収め、8月20日にセントアーヌッド競馬場で2鞍に騎乗して3、7着であったのを最後に帰国。
10月1日の中山第3競走3歳未勝利をタイキプライムで逃げ切って帰国後初騎乗を勝利し、2007年には12月22日・23日の中京で最後の2日連続勝利を記録。
2008年2月23日の京都第9競走大津特別ではキングアーサーで折り合いだけを注意してレースを進め、早めに行った他馬について行って、直線で前が開いて勝利。3月8日の中京第10競走はなのき賞では約5ヶ月ぶりのアルスマグナで好位追走から直線に向くと、一気に突き抜け、1番人気マルカベストの猛追をアタマ差振り切った。4月29日からはカジノドライヴのアメリカ遠征に帯同して調教を任され、5月18日の新潟第9競走4歳以上500万下・サトノコクオーで通算100勝を達成。
2009年には中央の騎手で初めて韓国の短期免許を取得し、騎乗を開始した10月24日に第9競走で4番人気の3歳牝馬ナムチョンイエワンに騎乗し、韓国4戦目での初勝利を挙げる。
2010年の韓国・釜山遠征中、LGエレクトロニクスの幹部候補生として韓国本社に来ていた台湾出身の女性と結婚。
2011年11月13日の新潟第2競走2歳未勝利をフクノハツヒメで逃げ切ったのが最後の勝利、2012年4月15日の阪神第12競走4歳以上1000万下・レッドシュナイト（16頭中11着）が最後の騎乗となった。
晩年は海外行きも視野に入れ、現役続行か、あるいは調教助手に転身するか悩んでいたが、亡くなる数年前から美浦トレセンのそばに住まず、地元の横浜に自宅を構えていた。朝の調教に姿を現すことも滅多になく、4月15日の騎乗を最後に休業していた。
2012年12月25日に横浜市内の自宅で死亡しているのを父親が発見し、自殺とみられる。35歳没。
突然の訃報に師匠の藤沢も「細かいことはよくわからないんだ」と困惑したが、親しい関係者曰く、夫人が帰国してからは心の支えを失い、仕事への意欲をなくしていた。

## 騎手成績
| 通算成績 | 1着 | 2着 | 3着 | 4着以下 | 出走回数 | 勝率 | 連対率 |
| -------- | --- | --- | --- | ------- | -------- | ---- | ------ |
| 平地     | 106 | 103 | 114 | 1508    | 1831     | .058 | .114   |

|            | 日付          | 競馬場・開催  | 競走名      | 馬名               | 頭数 | 人気 | 着順 |
| ---------- | ------------- | ------------- | ----------- | ------------------ | ---- | ---- | ---- |
| 初騎乗     | 1995年3月5日  | 2回中山4日1R  | 4歳未勝利   | サーストンフジオー | 16頭 | 12   | 13着 |
| 初勝利     | 1995年3月12日 | 2回中山6日2R  | 4歳未勝利   | リッツリーター     | 16頭 | 1    | 1着  |
| 重賞初騎乗 | 1997年1月12日 | 1回中山5日11R | ガーネットS | ラックダイヤモンド | 15頭 | 15   | 11着 |